# Abby Johnston
Abby Johnston (n. 16 noiembrie 1989, Upper Arlington⁠(d), Ohio, SUA) este o săritoare în apă ce a reprezentat Statele Unite ale Americii, medaliată olimpică. A participat la 2 ediții ale Jocurilor Olimpice (2012, 2016) în care a câștigat o medalie de argint.